# Allococalodes
Allococalodes — род пауков из семейства пауков-скакунов. 3 вида.

## Распространение
Все известные виды рода встречаются только на Новой Гвинее, являясь его эндемиками.

## Описание
Имеют длину 4,0 до 8,0 мм.

## Этимология
Название рода происходит от греческого слова греч. allo "другой" и названия близкого рода Cocalodes.

## Классификация
- Allococalodes alticeps Wanless, 1982typus
- Allococalodes cornutus Wanless, 1982
- Allococalodes madidus Maddison, 2009